# ذهبو (قارة)

تعديل مصدري - تعديل

ذهبو هي إحدى قرى عزلة قارة بمديرية قارة التابعة لمحافظة حجة، بلغ تعداد سكانها 190 نسمة حسب تعداد اليمن لعام 2004.